# 匙加減
『匙加減』（さじかげん）とは､古典落語の演目の一つである｡

## あらすじ
ある医者の家系の若旦那が一遍始めた遊郭遊びにはまったことが原因で勘当される。
その後､自分の過ちに気づき､料簡を入れ替えて住み着いた先の村で大成をするが､ある時かつて婚礼の約束まで交わした女郎のことを思い出し､一遍だけその女郎に会いに行こうとするのだが､その女郎は…

## 主な演者

### 現役
- 四代目宝井琴調
- 入船亭扇辰
- 四代目三遊亭歌奴
- 三遊亭わん丈